# Gorlago
Gorlago é uma comuna italiana da região da Lombardia, província de Bérgamo, localiza-se a cerca de 60 km a nordeste de Milão e aproximadamente 12 km a sudeste de Bérgamo. Em 31 de dezembro de 2004 contava com uma população de com cerca de 4.851 habitantes e uma área de 5,6 km², com densidade populacional de 866 hab/km². Faz fronteira com as comunas de Bolgare, Carobbio degli Angeli, Costa di Mezzate, Montello, San Paolo d'Argon, Trescore Balneario.

## Demografia
| Variação demográfica do município entre 1861 e 2011                               |
|                                                                                   |
| Fonte: Istituto Nazionale di Statistica (ISTAT) - Elaboração gráfica da Wikipedia |